# Zumpano
Zumpano ist eine italienische Gemeinde in der Provinz Cosenza in der Region Kalabrien mit 2599 Einwohnern (Stand 31. Dezember 2023).

## Geografie
Zumpano liegt acht Kilometer östlich von Cosenza. Die Nachbargemeinden sind: Cosenza, Lappano, Rende, Rovito und San Pietro in Guarano.

## Kultur
- Kirche San Giorgio mit einem Triptychon von Bartolomeo Vivarini.